# Pazo de Mugartegui
El Pazo de Mugartegui, o Pazo de los Condes de Fefiñáns es un pazo barroco que data del siglo XVIII situado en la ciudad española de Pontevedra. Actualmente, acoge la sede del Consejo Regulador de la Denominación de Origen Rías Bajas.

## Ubicación
Está localizado en la Plaza de la Pedreira, en el corazón del casco histórico de Pontevedra, muy cerca del medieval Puente del Burgo. La gran cantidad de piedras acumuladas frente al pazo de Mugartegui para la construcción del pazo, así como la Iglesia de San Bartolomé y el Colegio de la Compañía de Jesús, hizo que este espacio fuera llamado Plaza de la Pedreira. 

## Historia
El pazo fue construido para José Manuel Valladares y Figueroa, conde de Fefiñáns, sobre las ruinas de una casa del siglo XVII. Fue obra del maestro cantero Pedro Antonio Ferreiro, que concluyó la construcción en el año 1771, con la salvedad del escudo de armas, terminado en 1773. El pazo perteneció posteriormente a la familia Fernández de Mugartegui, relacionada con los Valladares, de la cual lleva su nombre actual.
Durante el siglo XIX la mansión se convirtió en centro de enseñanza, siendo sede de la Escuela Normal de Maestros. En el siglo XX, fue dividido en varias viviendas y, en la década de 1950, fue sede de la Academia de Estudios Jovellanos. 
En la actualidad pertenece al ayuntamiento de Pontevedra, que lo compró el 20 de noviembre de 1998 y encargó al arquitecto municipal Jesús Aser Fole su renovación. La sede del Consejo Regulador de la Denominación de Origen de los vinos Rías Bajas está instalada en el pazo desde 2003, con un museo del vino en la planta baja, mientras que sus salas son utilizadas por el ayuntamiento para actos protocolarios, eventos culturales y sociales. El pazo se inauguró para esas nuevas funciones el 24 de marzo de 2001.

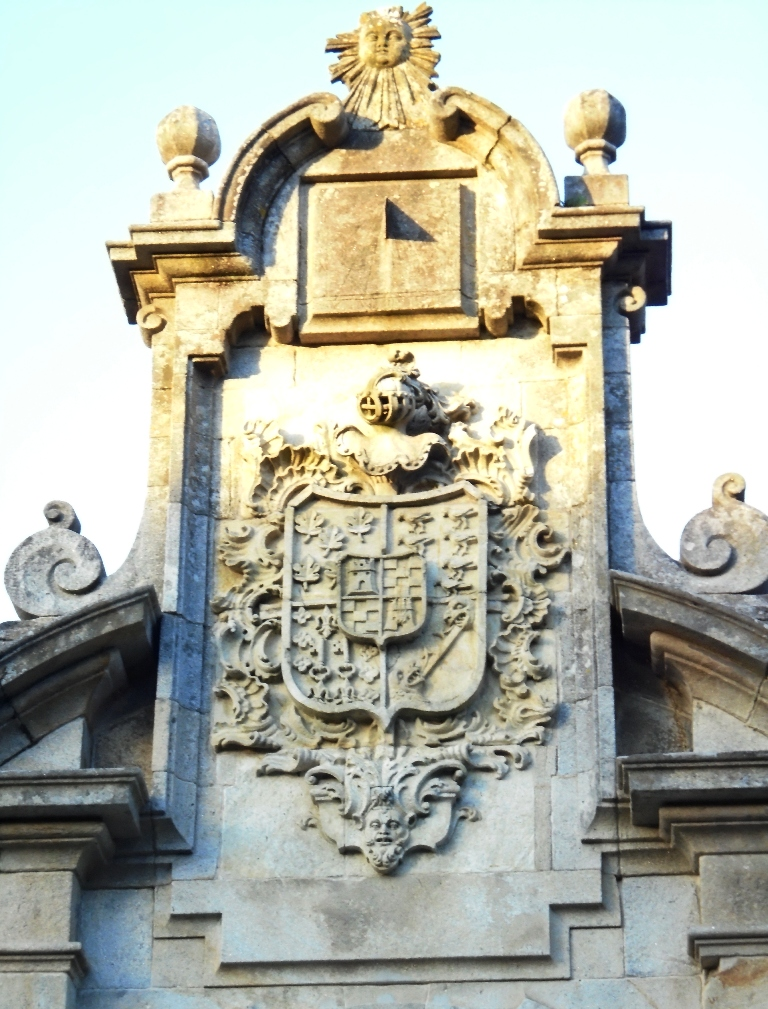
Escudo de armas del palacio de Mugartegui coronado por un reloj de sol de piedra

## Descripción
El edificio tiene una fachada con un arco de entrada. La planta baja posee soportales que daban acceso a los antiguos establos y bodegas y a los aposentos de los sirvientes, con siete arcos sostenidos por pequeñas columnas de la orden toscano. Por encima de esas arcadas, el segundo piso tiene siete ventanas francesas. Frente a la ventana central francesa, hay un pequeño balcón con una barandilla de hierro.
El cuerpo central está enmarcado por pilastras coronadas por pináculos. En la parte superior, hay un frontispicio en el frontón semicircular está esculpido un escudo de armas rococó y, encima, un reloj de sol y un sol de piedra, cuyos rayos emanan de un rostro con mejillas sonrientes. El escudo muestra las armas de los linajes de los Figueroa, Arango, Quirós y Omaña. 
En la parte de atrás, destaca la terraza que era antiguamente un mirador privilegiado sobre el Lérez.

## Cultura
El salón principal del palacio es usado por el ayuntamiento de Pontevedra para actividades culturales y para la celebración de bodas. Además, desde su balcón, una persona popular da un pregón cada año para inaugurar las fiestas de agosto de la Virgen Peregrina de Pontevedra.

## Galería de imágenes

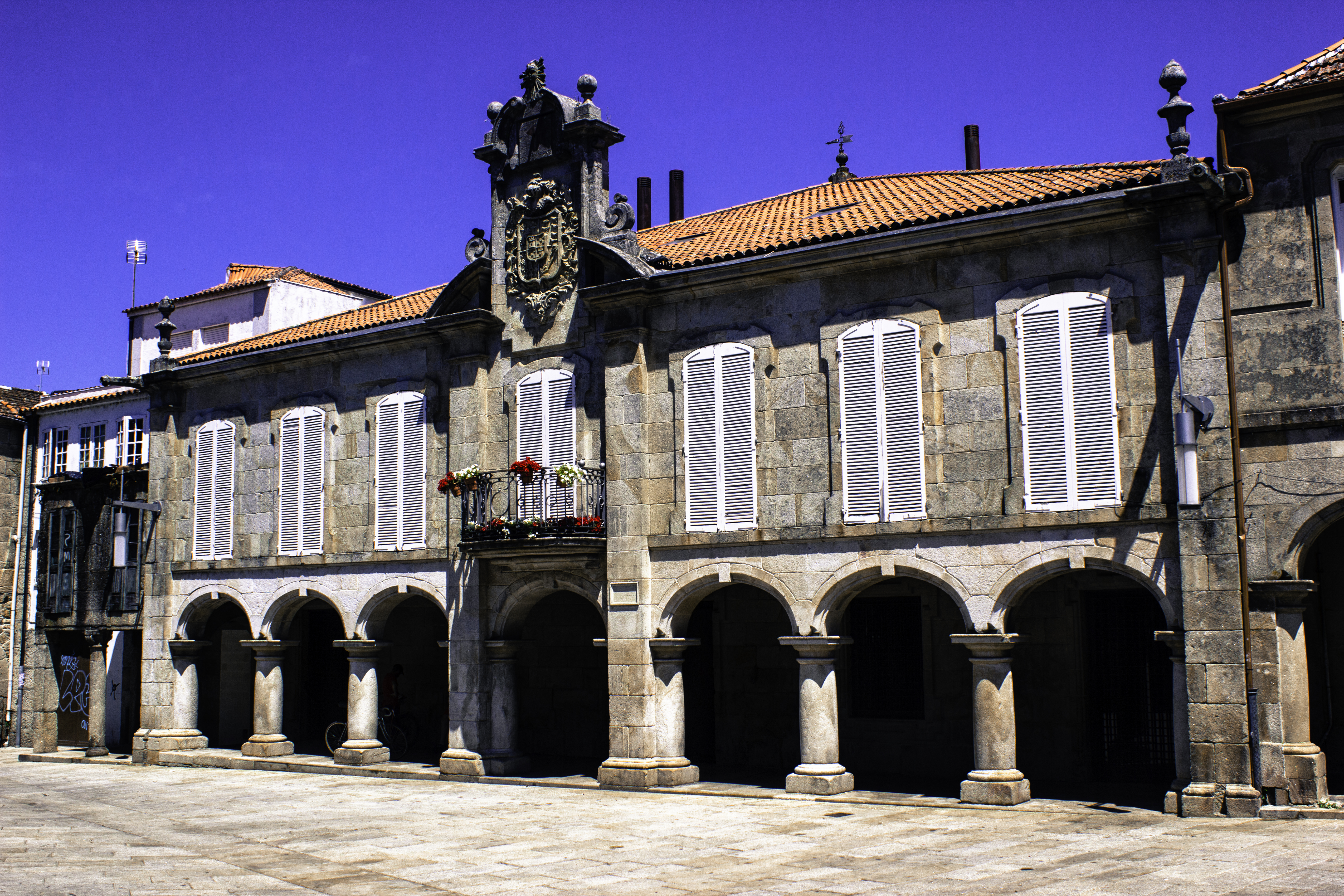
Fachada
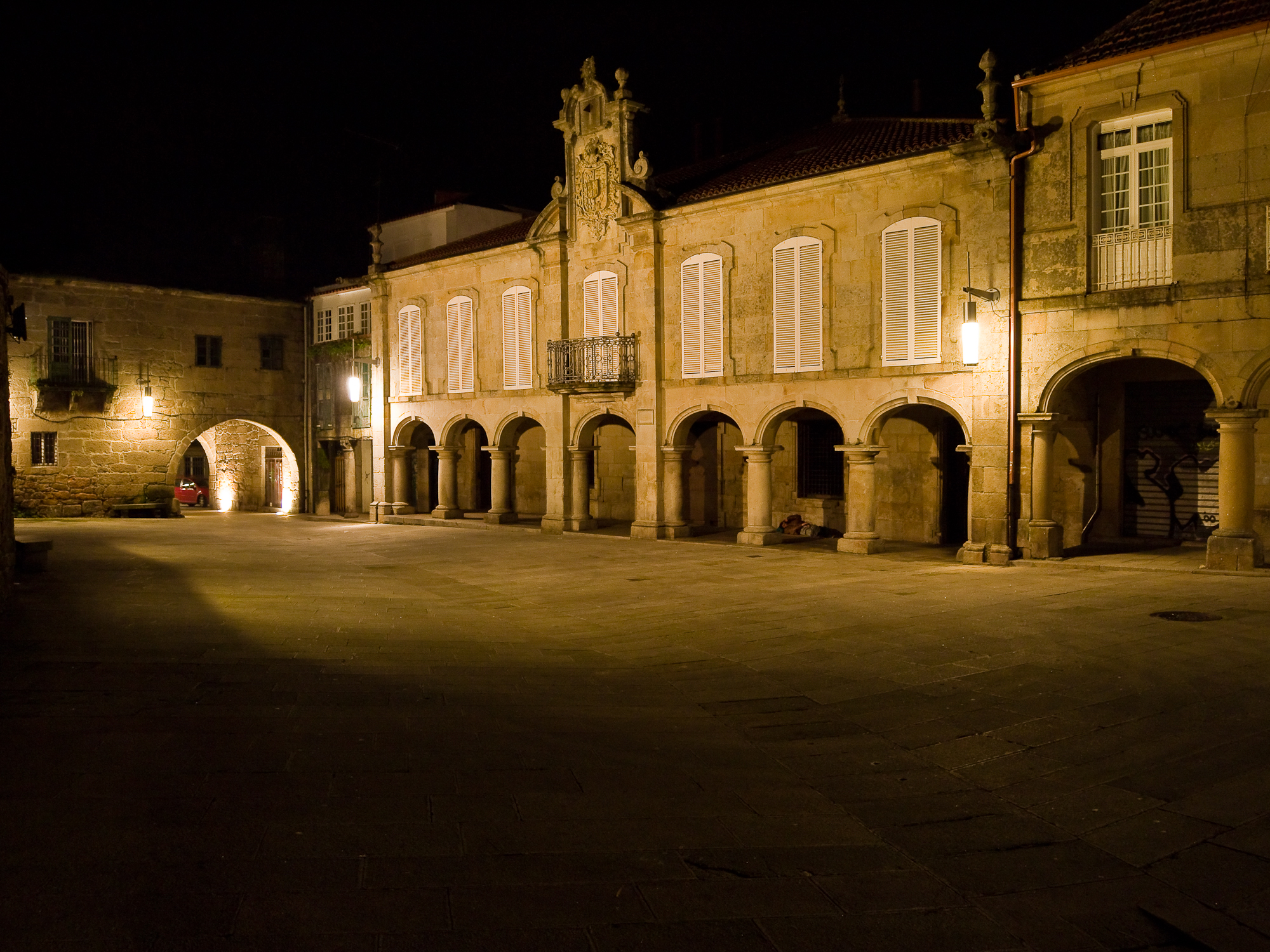
El palacio en la plaza de la Pedreira por la noche.
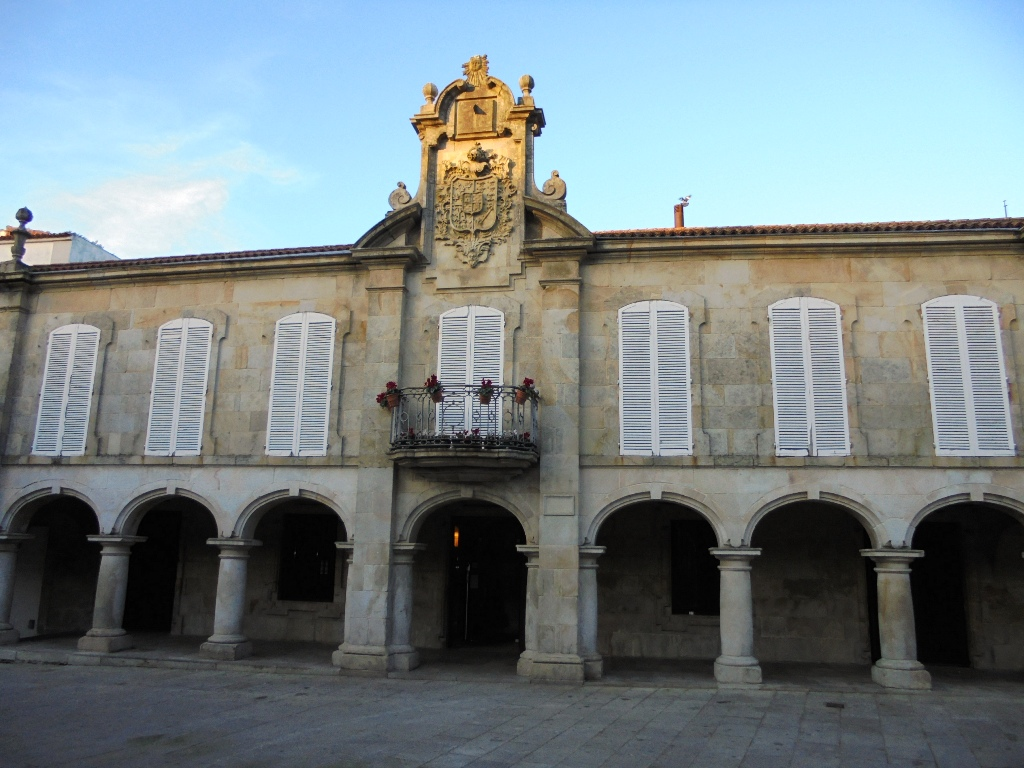
Fachada del palacio.
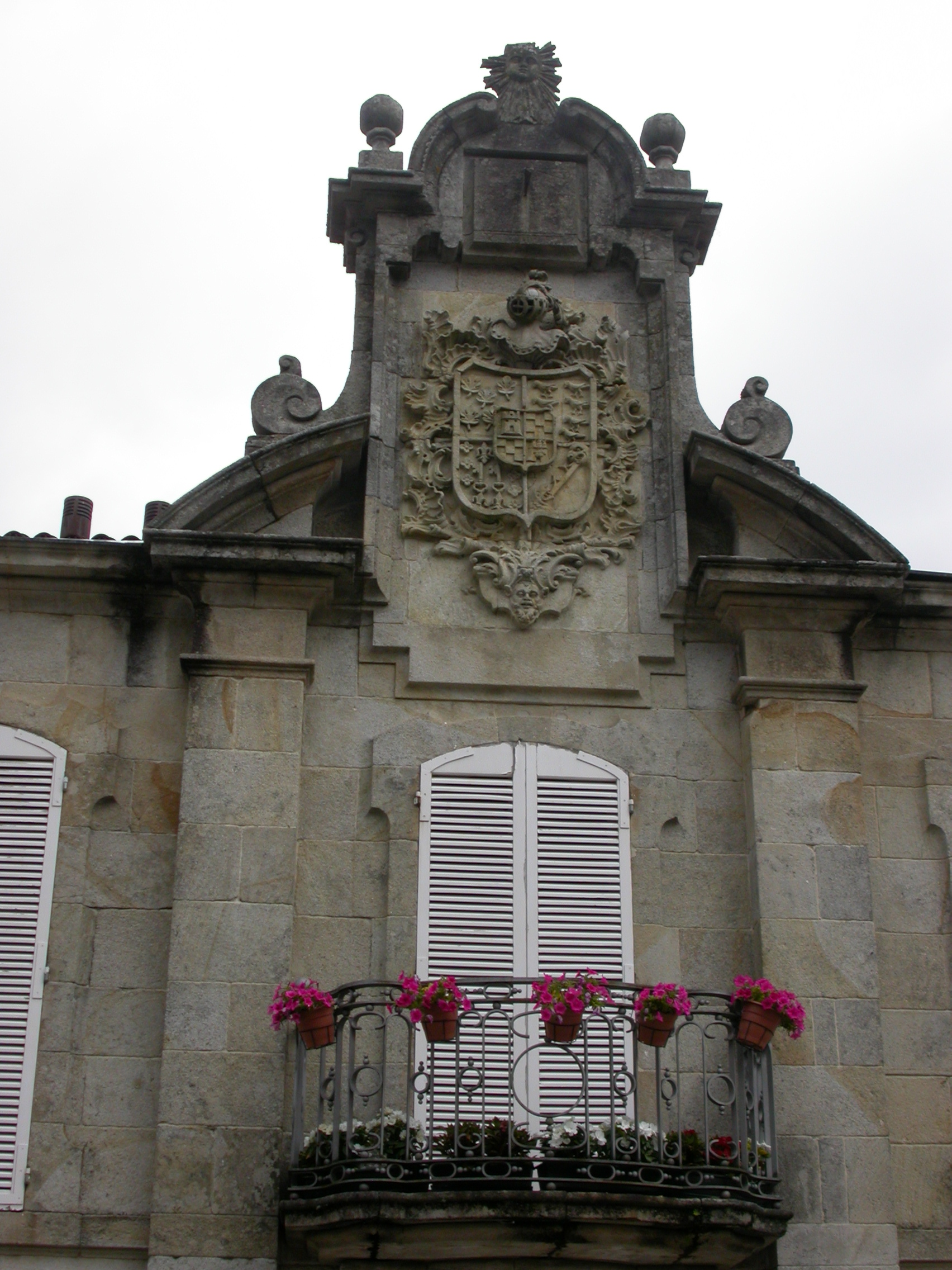
Balcón principal y escudo de armas.
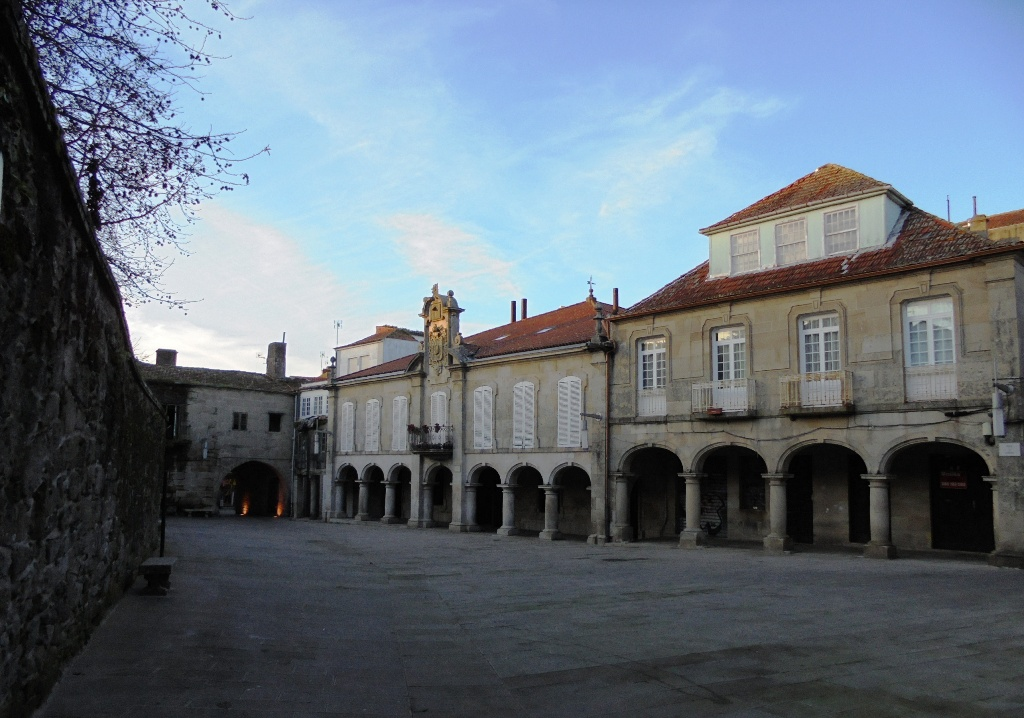
El pazo en la plaza, de día.
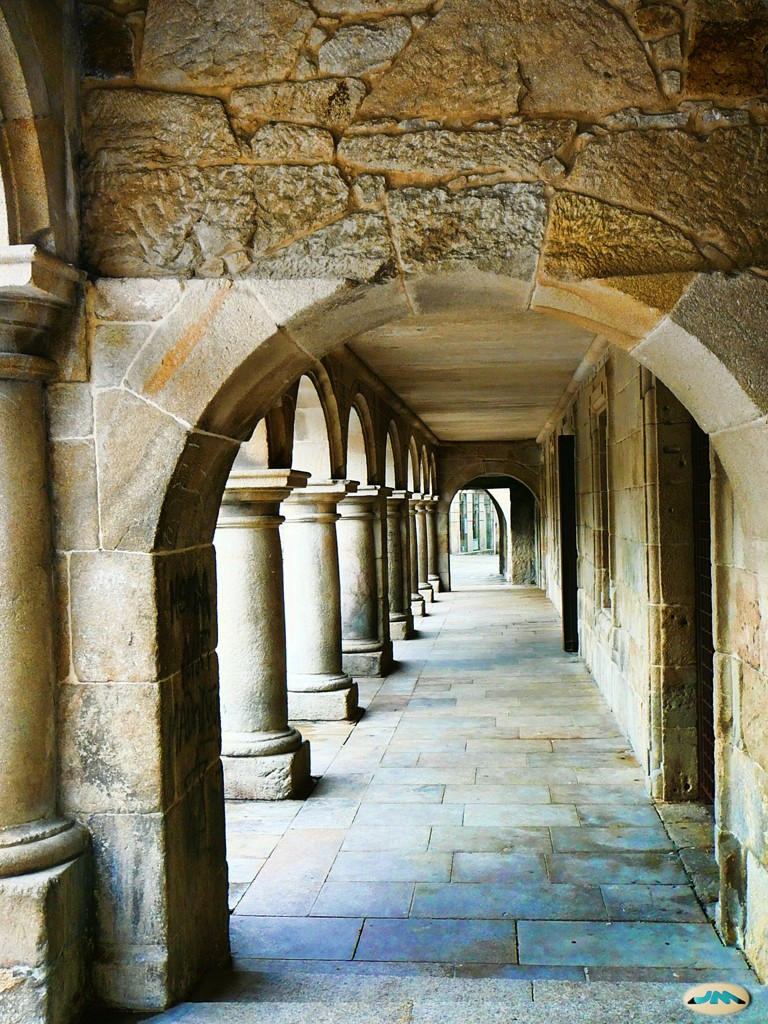
Soportales del pazo.
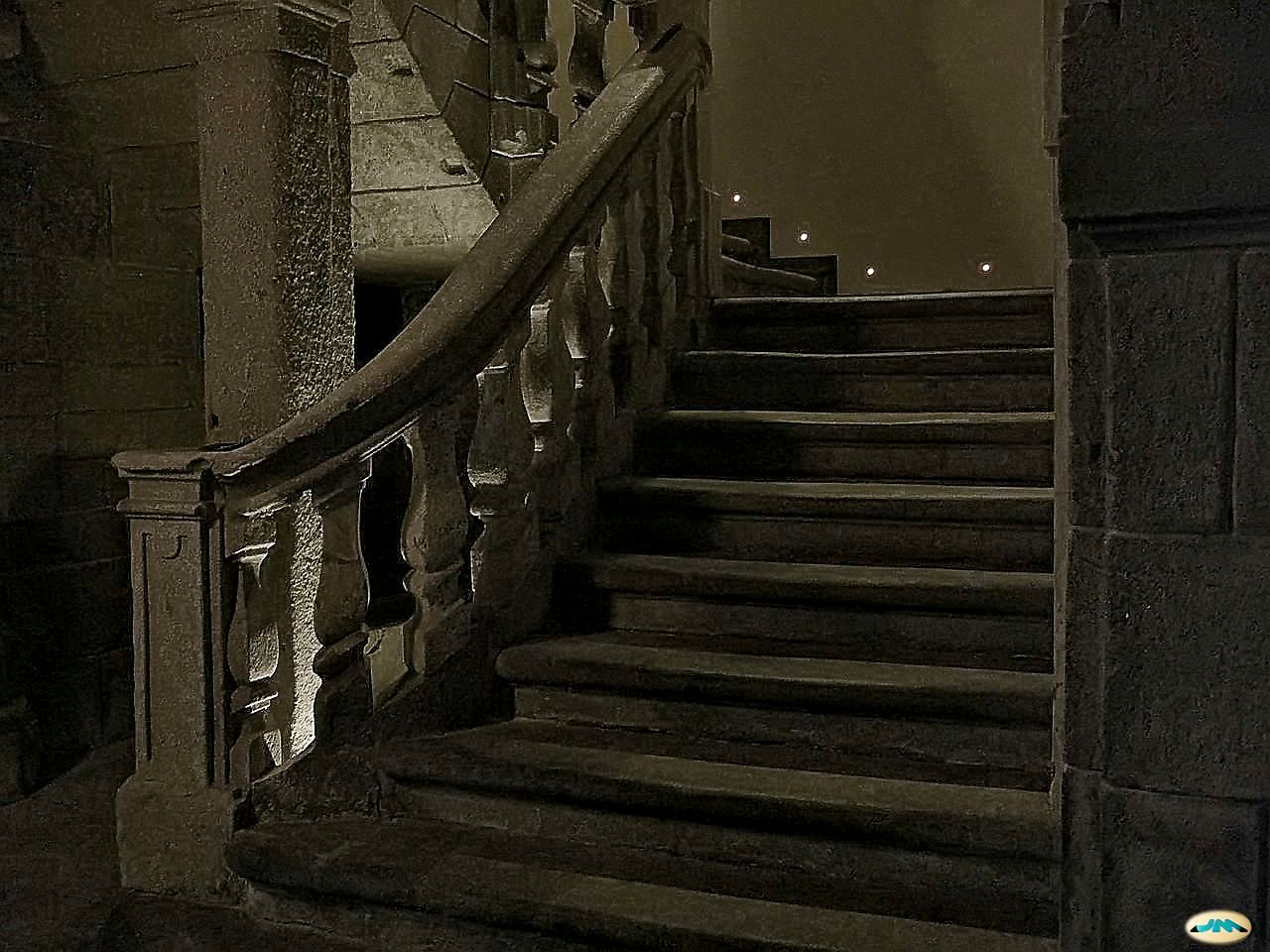
Escalera interior.
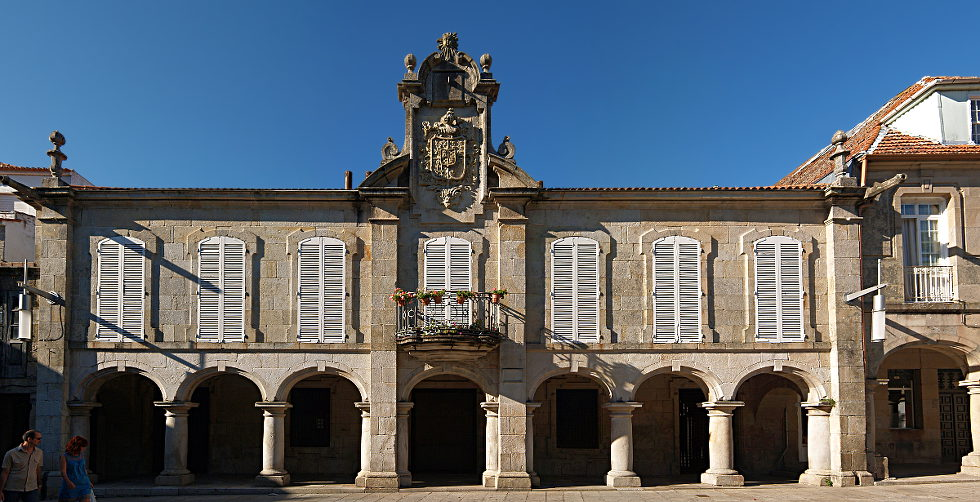
Fachada.
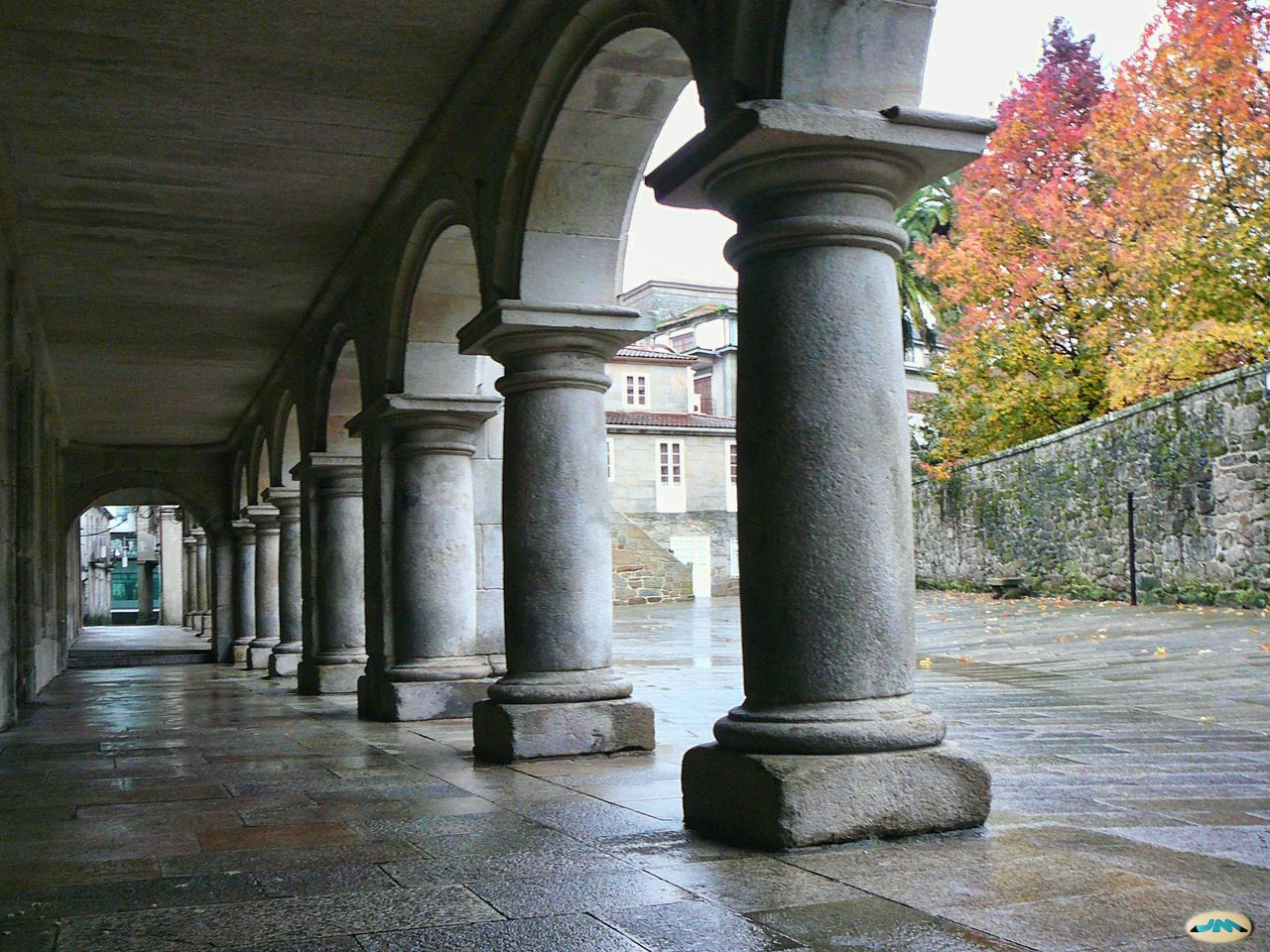
Arcadas y Plaza de la Pedreira.